# Frederic Hughes
Frederic Godfrey Hughes (ngày 26 tháng 1 năm 1858 - mất ngày 23 tháng 8 năm 1944) là một thiếu tướng Quân đội Úc trong Thế chiến thứ nhất.

## Đầu đời
Frederic Godfrey Hughes sinh ngày 26 tháng 1 năm 1858 tại ngoại ô Melbourne của Windsor , là con trai của một thợ làm đồ ăn vặt, Charles Hughes và vợ là Ellen. Ông đã được học tại Trường Ngữ pháp Melbourne . Khi còn trẻ, Hughes là một cầu thủ tài năng của môn bóng bầu dục Úc ; Ông cũng là một vận động viên điền kinh và chèo thuyền cừ khôi, theo nhà viết tiểu sử Judy Smart. Ông chơi cho St Kilda trong ba mùa giải bắt đầu từ năm 1876, và sau đó chuyển đến Essendon vào năm 1879. Tạp chí Footballer mô tả ông là "một người đàn ông hữu ích nhất, chơi rất nỗ lực và có óc phán đoán đáng nể, sau một cách xuất sắc, một cú đá tốt và dấu ấn không mệt mỏi."
Sau khi rời trường học, Hughes đảm nhận công việc văn thư, và được làm việc cho một nhà định giá đất đai cho đến khi ông bắt đầu kinh doanh riêng trong lĩnh vực này vào năm 1884. Năm 1898, ông trở thành Ủy viên Hội đồng Thành phố St Kilda , phục vụ trong nhiều năm, bao gồm hai thời kỳ là thị trưởng (1901 - 1902 và 1911 - 1912). Trong thời gian này, ông giữ chức vụ giám đốc với một số công ty, bao gồm Dunlop Rubber và South Broken Hill.

### Tư liệu
- Ross Mallett, Frederic Godfrey Hughes Lưu trữ ngày 4 tháng 3 năm 2007 tại Wayback Machine, General Officers of the First AIF, adfa.edu.au
- Judy Smart, 'Hughes, Frederic Godfrey (1858 - 1944)', Australian Dictionary of Biography, Volume 9, Melbourne University Press, 1983, pp 387–388.